# Монастир (град)
Монастир (арап. المـنسـتير [], лат. Ruspinum), је град у источном Тунису на обали Средоземног мора. Налази се на врху малог полуострва између залива Хамамет и залива Ал-Мунастир.

## Историја
Монастир је основан на рушевинама пунско-римског града Руспинума, чији су остаци удаљени 5 км западно од центра. Град има добро очувану манастир-тврђаву - рибат, основану 180. године, којој и дугује име. Рибат је коришћен као осматрачница за одбрану од непријатељских бродова византијске флоте, а неколико улема је ту долазило и проводило време ради мира и контемплације. У граду се налази и неколико старих џамија, али и модерна џамија завршена 1968. године посвећена првом председнику Туниса Хабибу Бургиби, који је рођен у Монастиру. Захваљујући Бургибином покровитељству, Монастир је добио модерну марину и генерално се добро развијао. Бургиба је сахрањен у Монастиру у свом породичном маузолеју 2000. године.

## Становништво
| Година       |
| Становништво |
| ------------ |

## Привреда

### Саобраћај
У Монастиру се налази аеродром Хабиб Бургиба, други по величини аеродром у Тунису, преко којег долази велики број страних туриста. 

## Партнерски градови
- Душанбе
- Минстер
- Сент Етјен

## Галерија
- Велика џамија у Монастиру
- Al-Qurayyah плажа, Монастир
- Маузолеј Хабиба Бургибе